# Saint-Bonnot
Saint-Bonnot település Franciaországban, Nièvre megyében. Lakosainak száma 149 fő (2022. január 1.). Saint-Bonnot Champlemy, Arzembouy, Dompierre-sur-Nièvre és Giry községekkel határos.

## Népesség
A település népessége az elmúlt években az alábbi módon változott:
| Lakosok száma | 122  | 125  | 133  | 138  | 145  | 144  | 143  | 143  | 149  |
|               | 2013 | 2015 | 2016 | 2017 | 2018 | 2019 | 2020 | 2021 | 2022 |